# Gouvernement de l'Inde
Le Gouvernement de l'Inde (hindi : भारत सरकार, anglais : Government of India), également appelé Gouvernement de l'Union (Union Government) ou Gouvernement central (Central Government) comprend les institutions fédérales de la République d'Inde. Il a été établi par la Constitution de l'Inde du 26 janvier 1950.
Le Gouvernement central se distingue des gouvernements des États, qui disposent de leurs propres pouvoirs exécutif et législatif.

## Exécutif

### Président et vice-président
Le président de l'Inde est le chef de l'État et le premier citoyen indien ainsi que le commandant suprême des Forces armées indiennes. Il est élu au suffrage indirect pour une durée de cinq ans par un collège électoral spécial. Le rôle du président est essentiellement représentatif, le pouvoir exécutif étant du ressort du Cabinet que dirige le Premier ministre. Les pouvoirs du président indien sont comparables à ceux des monarques britanniques.
Le vice-président de l'Inde est le second personnage de l'État. Il est élu au suffrage indirect pour une durée de cinq ans mais par un collège électoral différent de celui du président. Il lui succède en cas d'incapacité ou de vacance jusqu'à l'élection d'un nouveau président. Le vice-président préside la Rajya Sabha. Jusqu'au début des années 2000, il était de coutume que le vice-président soit élu pour succéder au président qui arrivait en fin de mandat.

### Cabinet et Premier ministre
Le Conseil des ministres (ou Cabinet) détient la réalité du pouvoir exécutif. Il est dirigé par le Premier ministre qui est nommé par le président et qui est issu du parti ou de la coalition disposant d'une majorité à la Lok Sabha.
Les autres membres du Gouvernement sont également nommés par le président, sur proposition du Premier ministre. Il y a trois catégories de ministres :
- ministre du Cabinet (Cabinet Minister) : un des ministres principaux, responsable d'un ministère. En sus de son ministère, un ministre du Cabinet peut avoir dans son portefeuille d'autres responsabilités pour lesquelles aucun autre ministre n'a été nommé.
- ministre d'État (responsabilité indépendante) (Minister of State (Independent Charge)) : d'un rang inférieur à un ministre du Cabinet mais sans ministre de tutelle.
- ministre d'État (Minister of State) : ministre sous la tutelle d'un ministre, généralement avec la compétence d'un domaine particulier au sein d'un ministère.

## Parlement
Le Parlement de l'Inde (ou Sansad) est bicaméral : il comprend la Rajya Sabha (Conseil des États) et la Lok Sabha (Chambre du Peuple). Le Conseil des ministres est responsable devant la Lok Sabha et le chef du parti ou de la coalition majoritaire à la Lok Sabha est généralement nommé Premier ministre de l'Inde.
La Rajya Sabha est renouvelée par tiers et comprend 233 membres élus au suffrage indirect pour un mandat de six ans et 12 membres nommés par le président. La Lok Sabha comprend 543 membres élus au suffrage universel pour un mandat de cinq ans et 2 membres nommés par le Président pour représenter la communauté anglo-indienne.

## Compétences du Gouvernement central
Comme dans toute fédération, les compétences en Inde sont réparties entre le Gouvernement central et les gouvernements des États. La Constitution de l'Inde dresse trois listes de compétences :
- la liste de l'Union (Union list) comprend les compétences réservées au Gouvernement central parmi lesquelles, notamment, la défense, les affaires étrangères, la citoyenneté, les chemins de fer, les routes, aéroports, ports et infrastructures les plus importants, la monnaie, les banques et assurances ou encore le recensement ;
- la liste de l'État (State list) comprend les compétences réservées aux Gouvernements des États, notamment l'ordre public, les prisons, la santé publique, les alcools, l'agriculture, certaines institutions culturelles ;
- enfin, la liste concurrente (Concurrent list) comprend les compétences sur lesquelles à la fois les États et l'Union peuvent légiférer, notamment les lois pénales, le mariage et la famille, les forêts, les syndicats, la sécurité sociale, l'éducation, l'électricité. Pour ces compétences, si la loi d'un État est contraire à la loi adoptée par le Parlement, c'est cette dernière qui prévaut.

Toutes les compétences non listées, dites résiduelles, appartiennent au Gouvernement central.

## Fonction publique
En Inde, les fonctionnaires sont recrutés par le Gouvernement central mais peuvent être affectés indifféremment auprès du Gouvernement central ou du gouvernement d'un État.

## Pouvoir judiciaire
Le pouvoir judiciaire en Inde repose sur des tribunaux dont le plus important est la Cour suprême de l'Inde. Celle-ci se compose d'un juge-en-chef et de 30 autres juges, tous désignés par le président. Après une longue lutte judiciaire des années 1950 à la fin des années 1970, l'indépendance de la Cour suprême est aujourd'hui acquise, celle-ci s'étant arrogé le pouvoir de contrôle de constitutionnalité des lois adoptées par le Parlement, y compris des réformes constitutionnelles elles-mêmes. La Cour suprême arbitre également les conflits entre les États et le Gouvernement central et constitue la dernière juridiction d'appel au-dessus des Hautes Cours.
Les Hautes Cours, qui siègent dans les États et territoires de l'Inde, sont principalement des juridictions d'appel et examinent les litiges issus des tribunaux subalternes (lower courts) tels que les tribunaux de district ou de localité.